# 林口溪
林口溪，位於台灣北部之縣市管河川，幹流長度8.32公里，流域面積18.38平方公里，分佈於新北市林口區。主流發源於林口區南勢里力行庄，先向北流經崙尾，轉向西北流經打鐵潭、蘇厝、土地公厝、小南灣、楓樹林、大豐腳、劉店、下南屏、佳林，最終於林口火力發電廠東側注入台灣海峽。

## 水系主要河川
以下由下游至源頭列出水系主要河川，其中粗體字為主流河道。
- 林口溪：新北市林口區
  - 北坑溪：新北市林口區